# Sivert Wiig
Pour les articles homonymes, voir Wiig.
 (mars 2022).
Sivert Wiig, né le 21 août 1997, est un fondeur norvégien, spécialiste du sprint.

## Biographie
Licencié au Gjesdal IL, Wiig participe aux compétitions officielles de la FIS depuis la saison 2013-2014, montant sur son premier podium cette année. En 2015, il reçoit une sélection pour le Festival olympique de la jeunesse européenne, où il signe notamment une sixième place au dix kilomètres classique.
Spécialisé dans le sprint, il obtient deux résultats dans le top 30 dans la discipline lors de la Coupe de Scandinavie en 2017-2018, pour sa première saison à ce niveau. En début d'année 2019, il prend part aux Championnats du monde des moins de 23 ans, à Lahti, atteignant la finale du sprint à cette occasion (classé cinquième).
C'est en mars 2019 qu'il découvre la Coupe du monde en prenant part au sprint de Drammen, dont il prend le neuvième rang, synonyme de premiers points.
Finaliste du sprint lors Championnats de Norvège en 2021, il fait son apparition sur deux manches de la Coupe du monde cette saison, passant à chaque fois en phase finale (sprint). Réserviste pour les Championnats du monde 2021, Wiig n'est cependant pas retenu dans l'équipe nationale (ni élite, ni équipe B), car seulement tourné vers le sprint en style classique.
Par ses résulats passés, il est intégré dans l'équipe pour la manche d'ouverture de la saison 2021-2022 de Coupe du monde à Ruka, mais doit se retirer, malade. Après tout un hiver dans la Coupe de Scandinavie, il est au départ du sprint classique de Drammen en Coupe du monde et en profite pour enregistrer sa meilleure performance à ce niveau avec une quatrième place en finale.

## Palmarès

### Coupe du monde
- Meilleur classement général : 94e en 2021.
- Meilleur résultat individuel : 4e.

#### Classements détaillés
| Saison / Épreuve | Saison / Épreuve | Général | Général | Distance | Distance | Sprint | Sprint |
| Saison / Épreuve | Saison / Épreuve | Class.  | Points  | Class.   | Points   | Class. | Points |
| ---------------- | ---------------- | ------- | ------- | -------- | -------- | ------ | ------ |
| 2019             | 2019             | 100e    | 29      | -        | -        | 52e    | 29     |
| 2021             | 2021             | 94e     | 19      | -        | -        | 54e    | 19     |